# Fatima Doubakil
Fatima Doubakil, född 24 april 1978 i Kortedala i Göteborg, är en svensk debattör och aktivist kring frågor som rör rasism, islamofobi och mänskliga rättigheter. Hon är en av grundarna till organisationen Muslimska mänskliga rättighetskommittén (MMRK).

## Biografi
Fatima Doubakil är statsvetare med en magisterexamen i mänskliga rättigheter. Hon har studerat Internationella relationer i USA och därefter specialiserat sig på frågor som gäller mänskliga rättigheter.

### Organisationsarbete och opinionsbildning
2007 var Fatima Doubakil en av dem som grundade Muslimska mänskliga rättighetskommittén för att tillvarata muslimers medborgerliga  och mänskliga rättigheter och försvara rättssäkerheten för muslimer, som enligt Doubakil drabbas extra hårt av de lagar mot terrorism och andra åtgärder som införts sedan attacken mot World Trade Center 2001.
2013 ingick Doubakil i redaktionskommittén för rapporten Swedish Muslims in Cooperation Network Alternative Report som skrevs som alternativ till svenska regeringens nittonde, tjugonde och tjugoförsta rapport till FN:s kommitté för avskaffande av rasdiskriminering CERD, Committee on the International Convention on Ethnical and Racial Discrimination. Rapporten finansierades och gavs ut av en rad svenska muslimska organisationer. Redaktör var Kitimbwa Sabuni.
År 2013 var Doubakil tillsammans med Bilan Osman, Foujan Rouzbeh, Nabila Abdul Fattah och Nachla Libre initiativtagare till Hijabuppropet. Uppropet startades efter att en kvinna i slöja misshandlats i Farsta och syftade bland annat till att normalisera bärandet av slöja i Sverige och till att uppmärksamma våldet mot muslimska kvinnor. Alla kvinnor - muslimska som icke-muslimska - uppmanades att under en dag visa sin solidaritet genom att bära slöja.

### Filmen Burka Songs 2.0 och efterföljande förtalsmål
På Göteborgs filmfestival 2017 visades Hanna Högstedts film filmen Burka Songs 2.0 där Fatima Doubakil var en av de medverkande. Filmen tar avstamp i det franska förbudet från mot att bära slöja i offentligheten. Den innehåller samtal om filmproduktion, islamofobi och vita privilegier. I mars 2018 skulle filmen ha visats inom ramen för Europride, där Göteborgs stad var medarrangör. Efter filmvisningen planerades ett panelsamtal om tolkningsföreträde, mellan Hanna Högstedt, Fatima Doubakil och Maimuna Abdullahi. Visningen och samtalet ställdes in efter att en ledarkrönika i Göteborgs-Posten fört fram kritiken att panelen var för ensidig och bara hade deltagare som inte problematiserade slöjbärande.  I april 2018 genomfördes filmvisningen och panelsamtalet av den ideella föreningen Göteborgs Litteraturhus.
I samband med att visningen och samtalet stoppades skrev det socialdemokratiska kommunalrådet Ann-Sofie Hermansson (S) flera blogginlägg där hon bland annat menade att Fatima Doubakil och Maimuna Abdullahi var extremister och att de försvarat terrorister. De gjorde en polisanmälan, vars förundersökning lades ned. Då väckte de enskilt åtal gällande förtal mot Hermansson, där de förlorade först i Tingsrätten, vilket de överklagade till Hovrätten för Västra Sverige. Även Hovrätten fastslog att Hermanssons blogginlägg var förenliga med yttrandefriheten och inte var att betrakta som förtal, och Fatima Doubakil och Maimuna Abdullahni dömdes att betala Hermanssons rättegångskostnader på 376 300 kr.

### Familj
Doubakil är gift med samhällsdebattören Kitimbwa Sabuni, bror till politikern Nyamko Sabuni.